# Nothurinae
Nothurinae es una de las dos subfamilias en que se divide la familia Tinamidae. Está integrada por 18 especies repartidas en 6 géneros. Estas aves son denominadas comúnmente perdices del desierto o inambúes del desierto, oponiéndolas de este modo al nombre común de las especies de la otra subfamilia: perdices de la selva (Tinaminae). Las especies de Nothurinae se distribuye en América del Sur, habitando en las montañas del oeste, y en las estepas y sabanas del centro y sur, hasta el sur de la Patagonia, en el sur del continente.

## Costumbres
Habitan en lugares abiertos, con pastizales densos y altos a bajos y ralos, donde también se pueden encontrar arbustos o árboles. Grandes caminadoras, prefieren escapar del peligro corriendo a volando, pues su vuelo es de corta distancia. Se alimentan de semillas, frutos, brotes de hojas nuevas, e insectos. Las especies mayores suelen consumir también pequeños vertebrados, como pichones de aves, anfibios, y ratones. Nidifican en el suelo, siendo el macho el que incuba los huevos y cría a los pichones. Sus predadores son generalmente águilas, zorros, y felinos.

## Géneros y especies de Nothurinae

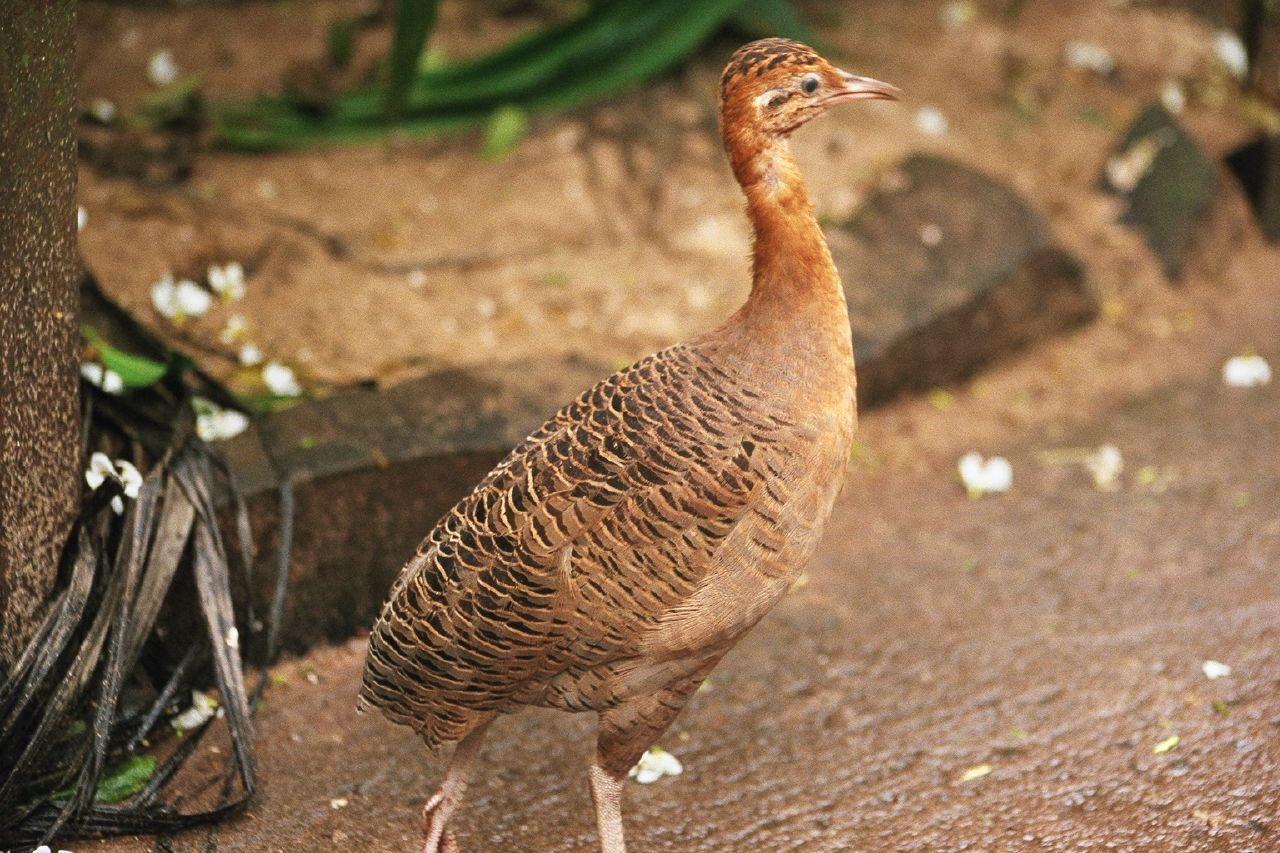
Rhynchotus rufescens.

Esta subfamilia se subdivide en 6 géneros con 18 especies:
- Rhynchotus
  - Rhynchotus rufescens
  - Rhynchotus maculicollis

- Nothoprocta
  - Nothoprocta taczanowskii
  - Nothoprocta ornata
  - Nothoprocta perdicaria
  - Nothoprocta cinerascens
  - Nothoprocta pentlandii
  - Nothoprocta curvirostris

- Nothura
  - Nothura boraquira
  - Nothura minor
  - Nothura darwinii
  - Nothura maculosa
  - Nothura chacoensis

- Taoniscus
  - Taoniscus nanus

- Eudromia
  - Eudromia elegans
  - Eudromia formosa

- Tinamotis
  - Tinamotis pentlandii
  - Tinamotis ingoufi